# Tlalpujahua
Tlalpujahua (Nahuatl; deutsch: „schwammiges Land“) oder auch Tlalpujahua de Rayón ist eine Kleinstadt mit etwa 3.500 und der Hauptort einer Gemeinde (municipio) mit etwa 27.000 Einwohnern im Bundesstaat Michoacán in Mexiko. Der Ort zählt zu den reizvollen und kulturell bedeutsamen Pueblos Mágicos.

## Lage
Tlalpujahua liegt im Westen des kolonial geprägten Hochlands Mexikos in einer Höhe von ca. 2580 Metern ü. d. M. etwa 180 Kilometer (Fahrtstrecke) nordwestlich von Mexiko-Stadt bzw. knapp 140 Kilometer östlich der Stadt Morelia. Der Ort steht unter dem klimatischen Einfluss der Sierra Volcánica Transversal.

## Bevölkerung und Wirtschaft
Nur noch etwa 50 Einwohner der Gemeinde sprechen Purépecha; sie leben meist in den Dörfern auf dem Lande. Von 1603 bis zu einem schweren Unglück am 27. Mai 1937, bei dem ein Drittel der Stadt durch einen Erdrutsch verschüttet wurde, befand sich in der Nähe ein Goldbergwerk. Auf den fruchtbaren Böden in der Umgebung des Ortes werden Mais, Gurken, Tomaten, Bohnen und Avocados angebaut; die Viehzucht spielt ebenfalls eine bedeutende Rolle. Der Tourismus befindet sich noch im Entwicklungsstadium. Die Stadt ist in weiten Teilen Mexikos bekannt wegen ihrer in den 1960er Jahren begonnenen Herstellung von Christbaumschmuck.

## Geschichte

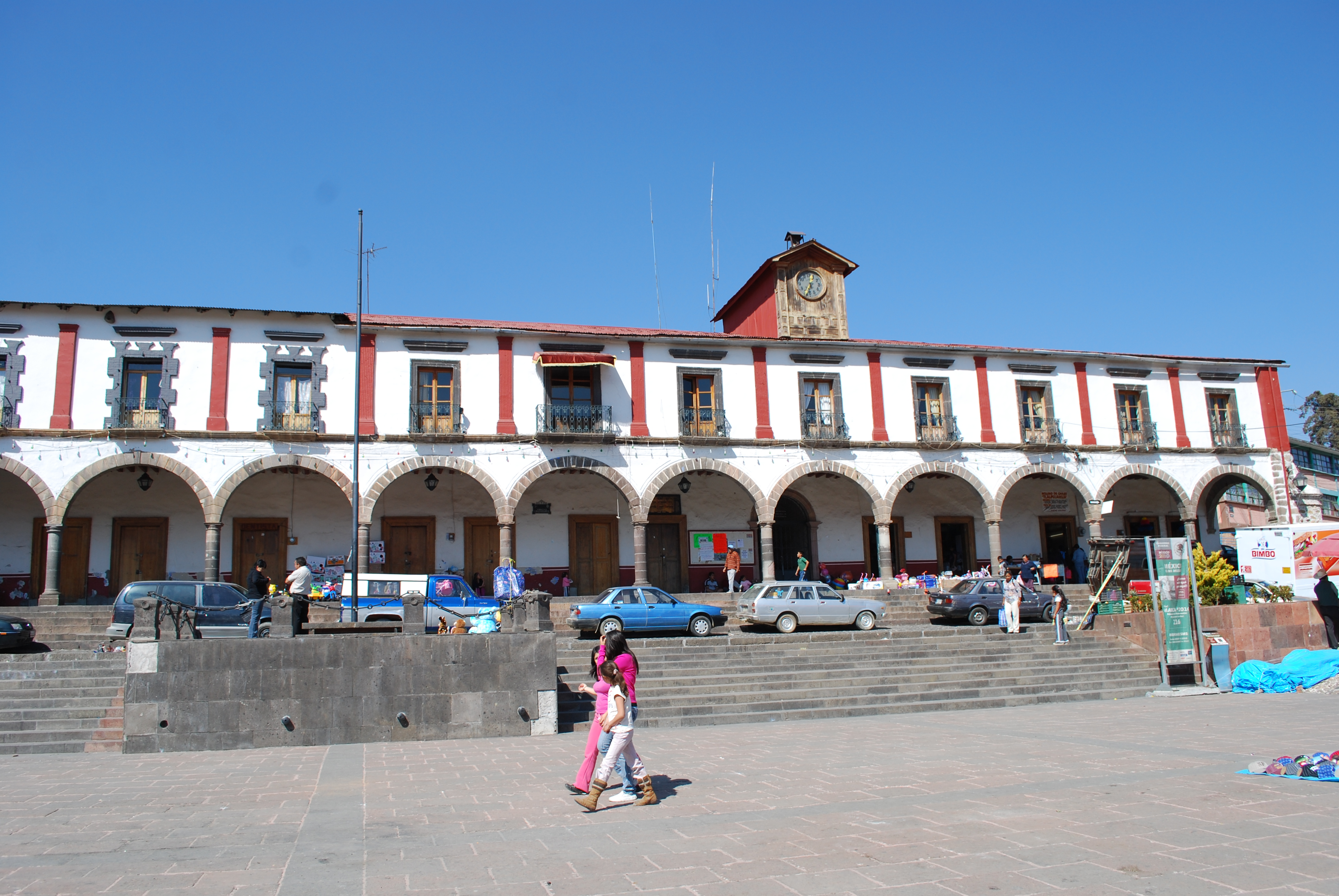
Palacio Municipal mit kleinem Uhrturm

Die Gegend war ursprüngliches Stammesgebiet der Mazahua-Indianer; die Purépecha wanderten um 1460 ein. Im ausgehenden 15. Jahrhundert übernahmen die Azteken unter ihrem Herrscher Axayacatl auch hier die Macht, die dann in den 1520er und 1530er Jahren in die Hände der spanischen Eroberer überging, die Anfang des 17. Jahrhunderts das Minenwesen wiederbelebten. Zu Beginn des 18. Jahrhunderts zerstörte ein Brand den Ort und seine Kirchen; die neue Pfarrkirche entstand um die Mitte des 18. Jahrhunderts in spätbarocken Stilformen. Nach der Unabhängigkeit Mexikos (1821) entstand ein Stadtrat; zehn Jahre später erhielt der Ort auch die Stadtrechte und im Jahr 1859 wurde der Name der Stadt durch den Namen des Unabhängigkeitskämpfers Ignacio López Rayón ergänzt.

## Sehenswürdigkeiten
- Die Straßen der heutigen Stadt sind nach einem rechtwinkligen Plan angelegt; einige gepflasterte Gassen vermitteln noch ein wenig vom ehemaligen kolonialen Flair.
- An der Plaza Principal befindet sich das Rathaus (Palacio Municipal) der Stadt – ein langgestreckter und eher schmuckloser, aber dennoch beeindruckender Bau des 16. Jahrhunderts, dessen Erdgeschoss durch zahlreiche Arkadenbögen geöffnet ist.
- Unweit davon befindet sich die eintürmige Iglesia de San Pedro y San Pablo (auch als Santuario de Nuestra Señora del Carmen bezeichnet) aus der Mitte des 18. Jahrhunderts, deren reichgestaltete spätbarocke Fassade Einflüsse des churrigueresken Stils verrät. Das einschiffige Langhaus der Kirche ist gewölbt und reich mit ornamentalem Dekor des 19. Jahrhunderts geschmückt; Höhepunkte bilden die belichtete und von einer Laterne überhöhte Vierungskuppel sowie der Hauptaltar.
- Ein weiterer sehenswerter Kirchenbau im Ortszentrum ist die Iglesia de la Señora de Guadalupe, die ebenfalls im 18. Jahrhundert entstanden ist.

## Feste
Verteilt über das ganze Jahr finden Festveranstaltungen statt, bei denen verkleidete Tänzer (chinelos) und lokale Musikgruppen (bandas) ihr Können zum Besten geben.

## Söhne und Töchter der Stadt
- Ignacio López Rayón (1773–1832), Unabhängigkeitskämpfer
- Cenobio Paniagua (1821–1882), Komponist
- Leopoldo Martínez (* 1943), Sportschütze[1]
- Carlos Esquivel (* 1982), Fußballspieler